# Fernando Pisani
Fernando Antonio Pisani (* 27. Dezember 1976 in Edmonton, Alberta) ist ein ehemaliger italo-kanadischer Eishockeyspieler und derzeitiger -trainer, der im Verlauf seiner aktiven Karriere zwischen 1993 und 2012 unter anderem 495 Spiele für die Edmonton Oilers und Chicago Blackhawks in der National Hockey League auf der Position des rechten Flügelstürmers bestritten hat. Mit den Edmonton Oilers, wo er den Großteil seiner Karriere verbrachte, erreichte Pisani im Verlauf der Stanley-Cup-Playoffs 2006 das Finale um die gleichnamige Trophäe.

## Karriere
Pisani wurde, nach 103 erreichten Punkten in 58 Spielen mit den St. Albert Saints in der Alberta Junior Hockey League, in der achten Runde an 195. Position von den Edmonton Oilers im NHL Entry Draft 1996 ausgewählt. Zunächst spielte Pisani aber vier Jahre für das Providence College im Spielbetrieb der National Collegiate Athletic Association.
Zur Saison 2000/01 wurde Pisani schließlich von den Oilers unter Vertrag genommen, die ihn zunächst in ihrem Farmteam, den Hamilton Bulldogs, aus der American Hockey League einsetzten. Insgesamt verweilte er zwei Spielzeiten in Hamilton, bevor er im Verlauf des Spieljahres 2002/03 erstmals in den NHL-Kader berufen wurde. Sein erstes Tor schoss er am 5. Februar 2003, gegen die Mighty Ducks of Anaheim. Der erste Hattrick seiner Karriere gelang ihm am 1. März 2003 gegen die Washington Capitals. Er beendete seine erste NHL-Saison im Alter von 27 Jahren mit 13 Punkten in 35 Spielen.
Während des Lockouts der NHL-Saison 2004/05 spielte der Kanadier in Europa, wo er in der Schweizer Nationalliga A für die SCL Tigers und der italienischen Serie A für Asiago Hockey auflief. In der Saison 2005/06 schoss Pisani 18 Tore, 19 Vorlagen und errang insgesamt 37 Punkte in der regulären Saison. Die Oilers erreichten als Hauptrunden-Achte die Playoffs und standen gegen die Carolina Hurricanes im Finale um den Stanley Cup. Aufmerksamkeit erregte Pisani, als er im sechsten Spiel der ersten Runde gegen die Detroit Red Wings zwei Tore im letzten Drittel schoss. Die Oilers gewannen die Runde überraschend nach Spielen mit 4:3. In der zweiten Runde gegen die San Jose Sharks erzielte Pisani erneut zwei Tore in einem Spiel, unter anderem das Siegestor. Im Stanley-Cup-Finale gegen Carolina liefen die Oilers Gefahr im fünften Spiel auszuscheiden. Nach 60 Spielminuten ging es in die Verlängerung. Pisani schoss mit seinem zweiten Tor in diesem Spiel die Oilers zum Sieg und konnten in der Finalrunde verkürzen auf 2:3. Im siebten und letzten Spiel schoss Pisani ein Tor und Carolina gewann den Stanley Cup 2006. Pisani erzielte in den Playoffs 2006 insgesamt 14 Tore, darunter fünf Siegestreffer.
Pisani verlängerte seinen Vertrag bei den Oilers um vier Jahre für insgesamt zehn Millionen Dollar. In der Saison 2006/07 konnten sich die Oilers nicht erneut für die Playoffs qualifizieren. Pisani errang in 77 Hauptrundenspielen, 14 Tore und 14 Vorlagen. Die Oilers versuchten sich auf die Saison 2007/08 zu konzentrieren. Pisani konnte verletzungsbedingt nur 56 Spiele absolvieren und erzielte 13 Tore und neun Vorlagen. 2008 wurde Pisani für die Bill Masterton Memorial Trophy nominiert, allerdings ging die Auszeichnung an Jason Blake von den Toronto Maple Leafs.
In der Saison 2008/09 fiel der Stürmer nach nur 16 Spielen erneut verletzungsbedingt aus. Nach nur 40 absolvierten Spielen, mit insgesamt acht erreichenden Punkten, in der Saison 2009/10, lief der Vertrag mit den Oilers aus. Im August 2010 unterzeichnete Pisani einen auf ein Jahr befristeten Vertrag bei den Chicago Blackhawks. Nach Ablauf des Kontrakts war der Italo-Kanadier zunächst vereinslos, bevor er sich zum Jahresbeginn 2012 für ein Engagement beim schwedischen Zweitligisten Södertälje SK entschied, bei dem der Angreifer einen Vertrag mit vier Monaten Laufzeit erhielt. Nach lediglich drei Partien in der HockeyAllsvenskan wurde sein Kontrakt wenige Tage später jedoch vorzeitig aufgelöst. Im Anschluss beendete der Italo-Kanadier seine Karriere als Aktiver.
In der Folge war Pisani als Trainer tätig. Zunächst von 2013 bis 2016 als Assistenztrainer beim Eishockeyteam der University of Calgary, seitdem als Nachwuchstrainer bei den Edmonton Oil Kings aus der Western Hockey League.

## Erfolge und Auszeichnungen
- 2006 Bester Torschütze der Stanley-Cup-Playoffs

## NHL-Rekorde
- Erster Spieler, der einen Treffer in der Overtime in Unterzahl in einem Stanley-Cup-Finalspiel erzielte (14. Juni 2006)

## Karrierestatistik
(Legende zur Spielerstatistik: Sp oder GP = absolvierte Spiele; T oder G = erzielte Tore; V oder A = erzielte Assists; Pkt oder Pts = erzielte Scorerpunkte; SM oder PIM = erhaltene Strafminuten; +/− = Plus/Minus-Bilanz; PP = erzielte Überzahltore; SH = erzielte Unterzahltore; GW = erzielte Siegtore; 1 Play-downs/Relegation; Kursiv: Statistik nicht vollständig)